# Schule an der Langemarckstraße
Die ehemalige Schule an der Langemarckstraße in Bremen, Stadtteil Neustadt, Ortsteil Alte Neustadt, Langemarckstraße Nr. 113/Neustadtswall, entstand 1894 nach Plänen von Heinrich Flügel.
Das Gebäude steht seit 2012 unter Bremer Denkmalschutz.

## Geschichte
Seit 1862 entstanden in Bremen staatliche Volksschulen. Zwischen 1892 und 1916 waren es 25 neue Schulen in Bremen, in denen zum Teil auch – strikt getrennt – Mädchen aufgenommen wurden. Die ehemalige dreigeschossige, 21-achsige,
historisierende Schule an der Kleinen Allee (bis 1938) wurde von 1892 bis 1894 mit einer Backsteinfassade mit vielen Formsteinen nach Plänen von  Flügel von der Hochbauinspektion Bremen (später Hochbauamt) gebaut. Es gab in der Volksschule 16 Klassen, davon jeweils acht für Knaben und Mädchen. Durch die zwischenliegende frühere Turnhalle (18 × 9 m) wurde die Trennung von Knaben und Mädchen erreicht. Die Klassenzimmer waren  6,5 × 8,5 m groß, ein damals ideales Raumformat. Das Gebäude liegt im Park der Neustadtswallanlagen gegenüber der heutigen Hochschule Bremen mit dem M-Trakt von 1906. 1894 wurde im Südwestflügel der Schule das Technikum eingerichtet, das 1906 in den M-Trakt umzog.
Nach der Aufgabe des Schulbetriebes war hier von um 1988 bis 2010 der Sitz des Ortsamtes Neustadt/Woltmershausen. Heute (2017) sind hier u. a. im Kinder- und Familienzentrum Hohentor eine Kindertagesstätte und weiterhin das Patent- und Normenzentrum der Hochschule Bremen sowie Einrichtungen des Studentenwerks Bremen untergebracht.
Das Landesamt für Denkmalpflege Bremen schreibt: „Als Vertreter der sogenannten Hannoverschen Schule errichtete Heinrich Flügel alle seine Schulhäuser, auch die Schule an der Langemarckstraße, als Ziegelrohbauten im Stil der Neugotik.“